# جيس موري
جيس موري (بالإنجليزية: Jess Mowry)‏ (27 مارس 1960)؛ كاتِب مُتخصِّص في أدب الأطفال وروائي أمريكي.